# Antoniotto de Botta-Adorno
Pour les articles homonymes, voir Antoniotto Adorno, Adorno et Botta.
Antoniotto (ou Antoine Othon), marquis de Botta-Adorno, est né le 13 mai 1688 à Pavie et y est mort le 30 décembre 1774. Il est reçu de minorité à l’âge de quinze ans dans l’ordre de Saint-Jean de Jérusalem mais au moment de présenter les vœux de l'Ordre il se met, en 1709, au service de la cour de Vienne où il fera ses premières armes auprès du prince Eugène de Savoie-Carignan. En octobre 1748 il devient ministre plénipotentiaire aux Pays-Bas sous le règne de Marie-Thérèse d’Autriche.

## Biographie
Antoniotto de Botta-Adorno fut d’abord un militaire au service du Saint-Empire dans l'armée impériale où il deviendra colonel en 1725 avant d’être promu général-major en 1735. Il prit part à différentes guerres au nom du Saint-Empire.
De 1737 à 1739 il fit la campagne contre les Turcs. Il fut envoyé à Berlin et à Saint-Pétersbourg durant la guerre de succession d'Autriche où il fut nommé ambassadeur. Il fut témoin, le 6 décembre 1741, de la révolution par laquelle Elisabeth Petrovna, fille de Pierre Ier, reversa la domination de la régente. Deux ans plus tard il sera accusé d’avoir intrigué pour exciter un soulèvement en faveur du prince de Brunswick-Bevern par la tzarine et se placera sous la protection de Frédéric II. Frédéric le Grand le cite dans ses mémoires avec des propos peu élogieux quant au complot dont Botta avait été l'origine, à la cour russe, à l'instigation de la France, et qui avait mené à la déportation en Sibérie de plusieurs personnalités. Cette « machination » lui avait valu un rejet des cours de Prusse, de Hongrie et du Saint-Empire.
Il rentrera en Italie où il servira sous les ordres du prince Joseph Wenzel von Liechtenstein qui tenait tête à l’armée de France et d’Espagne. Il prendra possession de Gênes le 5 septembre au nom de l’impératrice-reine Marie-Thérèse. Le 18 octobre 1748, après la paix d’Aix-la-Chapelle, l’impératrice élèvera le marquis de Botta-Adorno à l’un des postes les plus enviés de la monarchie impériale, celui de ministre plénipotentiaire.

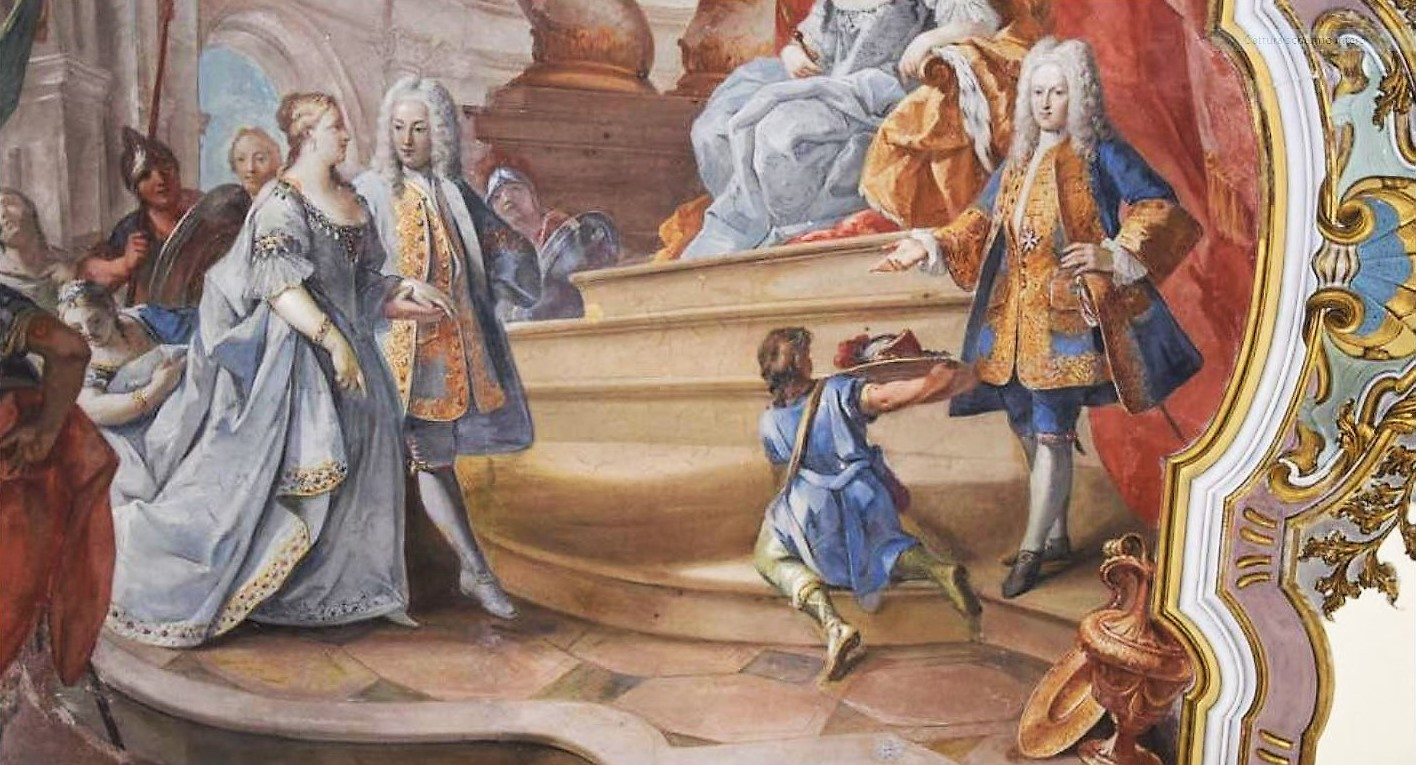
Giovanni Angelo Borroni, Antoniotto Botta Adorno à la cour de la tsarine Anna Ivanovna, Pavie, Palais Botta Adorno

Le 2 avril 1749 Botta-Adorno arrive à Bruxelles en sa qualité de ministre de l’impératrice auprès et sous les ordres du gouverneur général Charles de Lorraine. La fonction du marquis de Botta était double puisque lorsque le prince se trouvait dans les Pays-Bas autrichiens, le marquis lui abandonnait les rênes du gouvernement. On l’appelait alors « ministre impérial ». C’est-à-dire, le premier après le gouverneur général, le principal conseiller, le ministre dirigeant du prince Charles. Sa mission principale était de procurer tout le soulagement possible aux provinces que la guerre de succession avait appauvries et énervées. L’acte le plus notable du marquis de Botta fut l’octroi et le creusement du canal Gand-Bruges et relança quelque peu le port d'Anvers. Le marquis avait aussi pour but de redresser l’armée. Il s’occupa avec la plus grande assiduité de passer les troupes en revue et d’assister à leurs exercices. Il travailla donc consciencieusement à réparer les maux de la dernière guerre en ranimant le commerce, et à rendre les Pays-Bas moins vulnérables en veillant à l’instruction et à la bonne organisation des troupes. Cependant Antoniotto de Botta-Adorno souhaitait quitter la cour du prince pour retourner en Italie.
Le 13 mai 1753, jour de son anniversaire, l’impératrice fit déclarer, selon l’usage, les « promotions » qu’elle avait arrêtées. C’est le 16 septembre 1753 que le marquis passa le flambeaux à son successeur, le comte de Cobenzl. Ce n’est qu’après avoir visité la Flandre, Paris et Vienne qu’Antoniotto Botta-Adorno retournera en Italie. Il mourut à Pavie en 1774. Il a été enterré dans l'église Santi Gervasio e Protasio à Pavie.